# Jazz-funk
Jazz-funk je americký hudební žánr. Žánr obsahuje elementy jazz, soulu, funku . Široký termín jazz-funk se může použít na písně s jazzovou improvizací, na soul, funk a/nebo na disco s jazzovým aranžmá, píseň obsahující jazzové riffy, jazzová sóla prokládaná soulovými vokály.
Tento žánr také představuje revoluční novinku – použití analogových syntezátorů (moog, odyssey, aj.).
Žánr byl populární na přelomu sedmdesátých a osmdesátých let.

## Umělci
- Roy Ayers
- Herbie Hancock
- Grover Washington, Jr.
- Miles Davis
- George Duke
- Kool & The Gang (raná alba)
- Dexter Wansel
- Level 42
- Red Hot Chili Peppers (album Freaky Styley)
- Donald Byrd
- Gil-Scott Heron
- Soulive